# Aonidiella comperei
Aonidiella comperei är en insektsart som beskrevs av Mckenzie 1937. Aonidiella comperei ingår i släktet Aonidiella och familjen pansarsköldlöss. Inga underarter finns listade i Catalogue of Life.